# Islands District
Le district d'Islands (en chinois 離島區) est un district de Hong Kong dans les Nouveaux Territoires. 